# Eugenia shimishito
Eugenia shimishito är en myrtenväxtart som beskrevs av Barrie. Eugenia shimishito ingår i släktet Eugenia och familjen myrtenväxter.
Artens utbredningsområde är El Salvador. Inga underarter finns listade i Catalogue of Life.